# Vanttausjärvi
Vanttausjärvi är en sjö i Finland. Den ligger i kommunen Rovaniemi i landskapet Lappland, i den norra delen av landet, 700 km norr om huvudstaden Helsingfors. Vanttausjärvi ligger 157,3 meter över havet. Den är 10 meter djup. Arean är 10,29 kvadratkilometer och strandlinjen är 29,86 kilometer lång. Sjön  ingår i Kemi älvs huvudavrinningsområde.   Den sträcker sig 6,3 kilometer i nord-sydlig riktning, och 3,9 kilometer i öst-västlig riktning.
I sjön finns bland andra öarna Isosaari och Kaitasaari.